# Nový Bydžov
Nový Bydžov es una localidad del distrito de Hradec Králové en la región de Hradec Králové, República Checa, con una población estimada a principio del año 2018 de 7005 habitantes. Su nombre en alemán es Neubidschow, el más utilizado hasta la Primera Guerra Mundial, cuando la ciudad pertenecía al imperio Austro-Húngaro.
Se encuentra ubicada al sur de la región, a unos 100 km al este de Praga, cerca de la orilla de los ríos Elba y Orlice —un afluente del anterior—, y de la frontera con las regiones de Bohemia Central y Pardubice.

## Personas ilustres
- Emil Mayer (1871-1938), abogado y fotógrafo.